# 佐藤正 (漫画家)
佐藤 正（さとう ただし、1963年1月1日 - ）は、日本の漫画家。宮城県塩竈市出身。血液型O型。代表作は『燃える!お兄さん』。日本テレビ系列でアニメ化もされた。

## 経歴
コンタロウや新沢基栄の下でアシスタントを経験。1987年、週刊少年ジャンプ『燃える!お兄さん』で連載デビュー。人気を博し、アニメやゲームなども制作された。
『燃える!お兄さん』連載終了後、週刊少年ジャンプにて2回連載をするも共に短期で打ち切られる。同誌を離れた後は月刊少年ジャンプやMANGAオールマン、近代麻雀ゴールドにて活動していた。
マンガ図書館Zにて単行本化された全作品および単行本未掲載作品の一部を公開していたが、2017年3月12日をもって取り下げとなった。
文庫版『燃える!お兄さん』の出版後は、『燃える!お兄さん』のコンビニコミックで表紙を描き下ろした程度で目立った活動をしておらず、また文庫版の最終巻では『燃える!お兄さん』について語るのはこれが最後になるというコメントを残している。マンガ図書館Zの作家応援キャンペーン第6弾（2017年2月中の期間限定）にて、過去に出版された作品とのセットで新規イラスト集およびサイン色紙の販売を行っていた。
2018年、週刊少年ジャンプの50周年記念号である33号にて、佐藤正が描いた50周年記念用の色紙およびコメントが掲載された。コメントは、燃えるお兄さんを連載していた30年前の事は何も覚えていないといった内容であった。

## 人物
古い物に詳しいらしく、佐藤が生まれた頃の漫画とのことだが関谷ひさしの『ストップ!にいちゃん』がお気に入りの漫画。その反面、新しい物好きでもあるようで、自身の作品には新型のゲーム機や通産省で開発されていた極限作業ロボットと酷似したロボットなど、その当時の最先端技術が使われた物が度々登場している。またオカルトマニアの面もあり、『ゴッドサイダー』を連載していた巻来功士は自伝作品「連載終了！」にて、少年ジャンプの連載記念パーティーで対面した際に、佐藤からオカルトに関する持論を熱弁されたエピソードを描いている。
絵柄、作風ともに師の新沢の影響を大きく受けているが、下ネタを滅多に用いなかった新沢とは違い、かなり過激なギャグ・下ネタを得意とする。代表作の『燃える!お兄さん』では差別的、または暴力的な表現も見られ、1990年10月9日に発売された週刊少年ジャンプ第45号掲載の「サイボーグ用務員さんの巻」では、自治労大阪府本部の抗議により掲載号が店頭のみならず、家庭、飲食店などにあるもの全てが回収される事態を引き起こした（掲載号は本誌のマークが入ったシャープペンシルと交換）。なお、「サイボーグ用務員さんの巻」は出版社側の提示に基づき、単行本に収録されていない（詳細は「週刊少年ジャンプ#『燃える!お兄さん』職業差別事件」を参照）。

## 受賞歴
- 1982年、第16回赤塚賞佳作 （「VENUS症候群」）
- 1983年、第25回手塚賞佳作 （「サイキック・サヨ」）

## 作品リスト

### 連載作品
- 燃える!お兄さん（1987年23号 - 1991年34号（1991年11号以降は【燃える!お兄さん2】）、週刊少年ジャンプ連載。単行本：ジャンプ・コミックス〔以下JC〕全19巻、文庫版：全12巻）
- 爆発!宇宙クマさんタータ・ベア&菊千代くん（1992年18号 - 39号、週刊少年ジャンプ連載。単行本：JC全2巻）
- NEWRAL NETWORK ミリンダ・ファイト（1993年47号 - 1994年7号、週刊少年ジャンプ連載。単行本：JC全1巻）

未来の工場で起きた爆破事故で過去の土にタイムスリップしたロボット『ミリンダ　レモン』が臨時の公務員として、市民を危険から救うSF感動ギャグ。9話で己を最強と信じるレモン後継機でライバルとなる『グレープ』が登場しバトル路線に変更するが、急遽打ち切りが決まり、突如現れた地球人を根絶やしにせんとする宇宙人によりグレープは破壊され、怒りのあまり殴りこんだレモンも機能停止、だが彼女のメモリーに記録された地球文明に触れた宇宙人はレモンを修理して帰し地球を去る。という駆け足展開で終了した。
- メダカの王国（1995年 - 、月刊少年ジャンプ連載。単行本：JC全6巻。45頁分未掲載）

ファミリーものの4コマ漫画。最終回までの分は「デカメーン」に収録（後述参照）。現在は再編集され未収録エピソードを加えた「7巻」が電子書籍として販売されている。
- デカメーン（1995年 - 、ジャンプオリジナル〔月刊少年ジャンプ増刊号〕で連載。単行本：ジャンプ・コミックス デラックス全1巻）

架空の警察署を舞台とした、刑事もののギャグ漫画。単行本は、元々「メダカの王国」の第7巻（最終巻）として発売される予定だったが、同時期にジャンプオリジナルで連載していた「デカメーン」の方が「メダカの王国」の最終回までの分と比べてページ数を上回っていたため、「デカメーン」をメインとする形で発売したと作者コメントで語っている。
- もしもしこちらアナウンス部なり（1995年10月号 - 、MANGAオールマン連載、全97頁、未単行本化）
- 燃え燃え建設 トーゴー愚連牌（2001年7月号 - 2001年10月号、近代麻雀ゴールド連載）

### 読切作品
- VENUS症候群（ビーナスシンドローム）（1982年、週刊少年ジャンプ28号掲載、JC『燃える!お兄さん』8巻収録[注 2]、第16回赤塚賞佳作）
- サイキック・サヨ（1983年、第25回手塚賞佳作）
- スーパーお嬢さん（1985年、週刊少年ジャンプ Spring Special掲載、JC『燃える!お兄さん』18巻収録）
- 燃える!おにーさん（1986年、週刊少年ジャンプ Winter Special掲載、JC『燃える!お兄さん』17巻収録）
- ボクの友だちP.2（JC『燃える!お兄さん』17巻収録）
- 爆発!宇宙クマさん　タータ・ベア（1991年、週刊少年ジャンプ Autumn Special掲載、JC爆発!宇宙クマさんタータ・ベア&菊千代くん1巻収録。 1992年5号、週刊少年ジャンプ掲載、JC『爆発!宇宙クマさんタータ・ベア&菊千代くん』2巻収録）
- お題でカモーン（1994年47号、週刊少年ジャンプ掲載）
- アニマル王子 ガオー！（2001年、別冊コロコロコミック掲載）
- 縄文少年アテヒコ！（1998年、月刊少年ジャンプ9月号掲載、『作家応援キャンペーン第6弾！ 佐藤正』「作品6.単行本未収録作品集」収録）[1]
- ベレーマン（1999年、月刊少年ジャンプ4月号掲載、『作家応援キャンペーン第6弾！ 佐藤正』「作品6.単行本未収録作品集」収録）
- 東京ヘルハウス ダリオ編（1999年、月刊少年ジャンプ12月号掲載、『作家応援キャンペーン第6弾！ 佐藤正』「作品6.単行本未収録作品集」収録）